# Yasuji Kitazawa
Yasuji Kitazawa (japonès: 北澤楽天)  (Ōmiya, 20 de juliol de 1876 - 25 d'agost de 1955) més conegut amb el pseudònim de Rakuten Kitazawa (北澤楽天), va ser un artista de mangaka i nihonga japonès. Va dibuixar molts dibuixos editorials i tires còmiques durant els últims anys de l'era Meiji i el començament del període Shōwa. És considerat per molts historiadors com el fundador del manga modern perquè el seu treball va ser una inspiració per a molts artistes i animadors de manga més joves. Va ser el primer dibuixant professional del Japó i el primer a utilitzar el terme manga en el seu sentit modern.

## Biografia
Rakuten va néixer l'any 1876 al districte de Kita Adachi d'Ōmiya, prefectura de Saitama. Va estudiar pintura oriental amb Ōno Yukihiko i pintura nihonga amb Inoue Shunzui. El 1895, es va incorporar a la revista Box of Curios i va començar a produir dibuixos animats amb Frank Arthur Nankivell, un artista australià que es va convertir en un dibuixant popular a Puck.
El 1899, va anar a treballar per a Jiji Shimpo, un diari fundat per Fukuzawa Yukichi. A partir de gener de 1902 va començar a col·laborar a Jiji Manga, una pàgina de còmics a l'edició dominical del diari. Els seus còmics per a aquesta pàgina es van inspirar en còmics nord-americans com Katzenjammer Kids, Yellow Kid i les obres de Frederick Burr Opper.
El 1905, va crear una acolorida revista satírica anomenada Tokyo Puck, un nom influenciat per la revista nord-americana Puck. Tokyo Puck va ser traduït a l'anglès i al xinès, però es va vendre al Japó, així com a la península de Corea, la Xina continental i Taiwan. Rakuten va treballar en aquesta revista fins al 1915 (excepte durant un breu període al voltant de 1912 quan va publicar la seva pròpia revista, anomenada Rakuten Puck), i després va tornar a treballar per a Jiji Shimpo, on va romandre fins a la seva jubilació el 1932.
El 1929, Rakuten va fer una exposició privada a París per recomanació de l'ambaixador francès i va rebre la Legió d'Honor. Durant la Segona Guerra Mundial, va ser el president de la Nihon Manga Hōkō Kai, una societat de dibuixants organitzada pel govern per donar suport a l'esforç de guerra.
Abans de retirar-se, Rakuten va formar molts joves artistes i animadors de manga, inclòs Hekoten Shimokawa, creador de la primera animació de còmics al Japó.

## Obres
Rakuten va produir molts dibuixos polítics per a Jiji Shimpō i Tokyo Puck. Inicialment, va ser molt crític amb el govern japonès, però després de l'incident de Kōtoku va començar a fer un treball més conservador.
Els còmics més populars de Rakuten es van publicar a Jiji Manga.
- Tagosaku to Mokubē no Tōkyō-Kenbutsu (田吾作と杢兵衛の東京見物,"El turisme de Tagosaku i Mokube a Tòquio"), publicat el 1902, explica la història de dos camperols en un viatge turístic a Tòquio, sense saber-ne res de la cultura moderna de Tòquio i es comportant de manera estúpida (per exemple, menjant per separat trossos de sucre i cafè).[8]

- Haikara Kidorō no Sippai (灰殻木戸郎の失敗, "Els fracassos de Kidoro Haikara") - publicat el 1902, narra la història d'un jove que presumeix del seu imperfecte coneixement d'Occident però que acaba avergonyint-se. El seu nom es pot llegir "Sr. home afectat d'estil europeu".

- Chame to Dekobō (茶目と凸坊, "Chame i Dekobo") - història sobre dos nois entremaliats, homòlegs dels Katzenjammer Kids al Japó. Els personatges Chame i Dekobo apareixen com a nines i com a cartes en el que pot ser un dels primers exemples de personatges de propaganda japonesa.

- Teino Nukesaku (丁野抜作) - publicat el 1915, explica la història de Nukesaku Teino, un home amb un cap de fusta que es va convertir en un personatge popular durant el període Taishō.

- Tonda Haneko Jō (とんだはね子嬢) - publicat el 1928 - explica la història d'Heneko Tonda, la primera noia protagonista del manga, que va influir en les primeres produccions d'estil Shōjo, com Nakayoshi Techō, de Machiko Hasegawa.[9]